# Adrias (Schiff)
Die Adrias (L67) der Königlich Griechischen Marine war ein Geleitzerstörer der britischen Hunt-Klasse vom Typ III, der für die britische Royal Navy gebaut worden war. Das Schiff wurde 1942 von der griechischen Marine als zweites Schiff dieses Typs in Dienst genommen und unter britischem Oberbefehl eingesetzt.

Die Adrias lief am 22. Oktober 1943 nahe der Insel Kalymnos auf eine Mine, die ihr das Vorschiff abriss. Sie rettete sich in die türkischen Küstengewässer und konnte nach einer Notreparatur ohne Bug bis zum 6. Dezember 1943 nach Alexandria zurückkehren. Eine umfassende Instandsetzung des Schiffes fand wegen der Seekriegsentwicklung im Mittelmeer nicht statt und 1945 erfolgte der Abbruch des Schiffes.

## Geschichte des Schiffes
Das Schiff wurde als Geleitzerstörer am 23. August 1940 im Rahmen des britischen Kriegshaushalts von 1940 bei Swan Hunter in Wallsend zusammen mit weiteren Schiffen vom Typ III der Hunt-Klasse bestellt. Die Bauwerft war mit sechzehn gebauten Schiffen der Typen I, II und III der Hauptlieferant dieser Geleitzerstörer.
Die Kiellegung des 14. Auftrages mit der Baunummer 1645 erfolgte am 1. Mai 1941 und er lief als Border am 3. Februar 1942 vom Stapel. 1942 hatte die Royal Navy Schwierigkeiten in der Bemannung ihrer Schiffe und gab daher Schiffe an die alliierten Marinen ab. Dieses Verfahren hatte schon im Mai 1940 begonnen als der Zerstörer Garland der polnischen Marine zur Verfügung gestellt worden war. Die Briten entschieden sich, an die Griechen vier neue Hunt-Zerstörer zu verleihen, die als Adrias, Kanaris (ex-Hatherleigh), Miaoulis (ex-Modbury) und Pindos (ex-Bolebroke) unter griechischer Flagge in Dienst kamen. Drei Neubauten kamen von Swan Hunter in Wallsend und das vierte Schiff von der benachbarten High-Walker-Werft von Vickers-Armstrong, so dass die Griechen nur in Newcastle ein Abnahme- und Ausbildungs-Kommando zu bilden hatten.

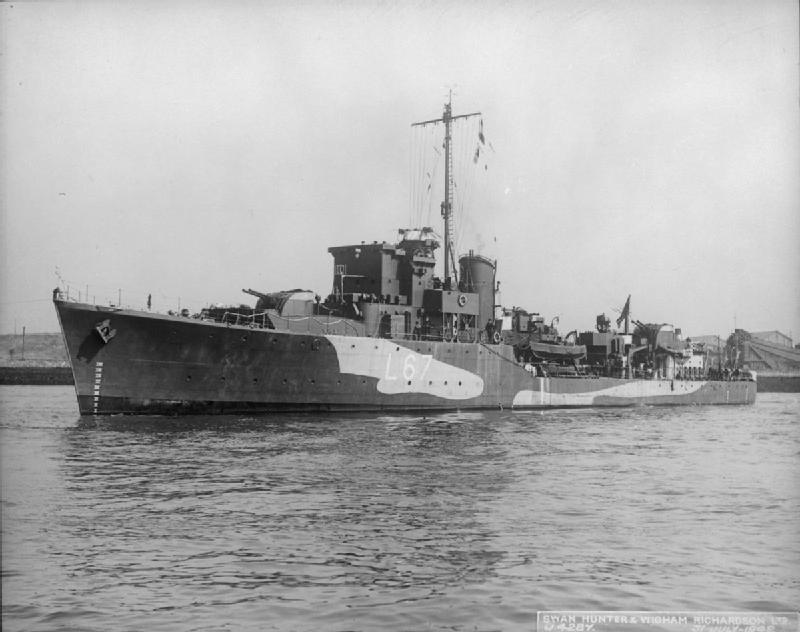
Die Adrias kurz nach ihrer Indienststellung

Als zweites Schiff wurde die Border am 5. August 1942 als Adrias in Dienst gestellt, die von der griechischen Marine während der Endausrüstung im Juli übernommen worden war. Benannt wurde das Schiff nach der alten griechischen Siedlung Adria (Venetien), die nach griechischen Geschichtsschreibern der Adria ihren Namen gegeben haben soll.

### Einsätze
Während der Trainingsphase bei der Home Fleet lief die Adrias am 26. August 1942 im Nebel nahe Scapa Flow auf, als nur eine Maschine funktionierte. Der griechische Kommandant war für den Schaden nicht verantwortlich, dessen Reparatur über vier Monate dauerte. So konnte die Adrias ihre Überführung ins Mittelmeer erst im Januar 1943 antreten. Die Verlegung führte das Schiff in über zwei Monaten noch rund um Afrika. Im Mittelmeer verlegte sie zur Vorbereitung der alliierten Landungen mit den anderen griechischen Geleitzerstörern schon bald nach Algier.
Anfang Juli 1943 gehörte sie mit Pindos, Kanaris und Miaoulis zu den Sicherungseinheiten der alliierten Landung an der Süd- und Südostküste Siziliens (Operation Husky).

Als Italien einen Waffenstillstand mit Großbritannien und den USA schloss, musste die italienische Flotte im September 1943 an die Alliierten ausgeliefert werden.
Die Schlachtschiffe Caio Duilio und Andrea Doria liefen von Tarent nach Malta, wobei sie von dem britischen Schlachtschiff King George V und weiteren Einheiten eskortiert wurden, zu denen als Vertreter Griechenlands die Adrias gehörte.

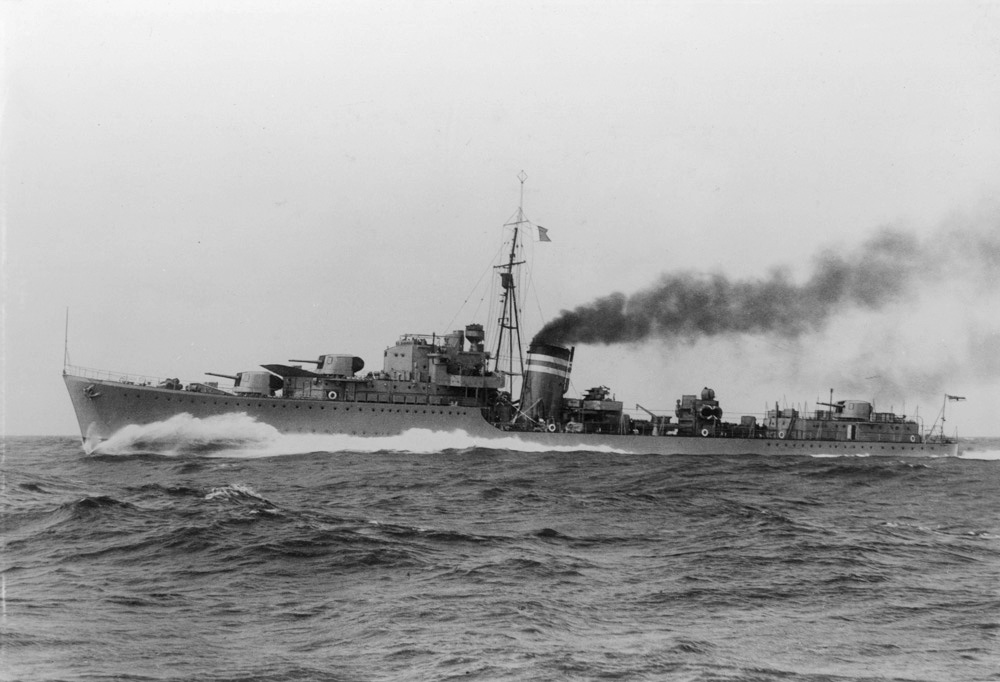
HMS Jervis

Im September wurde auch die Adrias zur Unterstützung der britischen Operationen im Dodekanes herangezogen.
Am 22. Oktober 1943 liefen die Zerstörer Jervis und Pathfinder mit Versorgungsgütern und Personalverstärkungen von Alexandria nach Leros. Die Ladung und die Verstärkungen konnten wegen deutscher Luftangriffe nicht sofort gelöscht werden und die Entladung musste in der Alinda Bay mit Leichtern erfolgen. Am 23. konnten die beiden Flottenzerstörer den Rückmarsch antreten. Mit den beiden Zerstörern waren die Geleitzerstörer Adrias und Hurworth (Typ Hunt II) in See gegangen, die einen Ablenkungsangriff durchführen sollten. Sie hatten nahe Kos die Nacht verbracht und suchten am Abend des 22. nach deutschen Transportern oder sollten Landziele auf dem von den Deutschen wieder besetzten Kos beschießen.

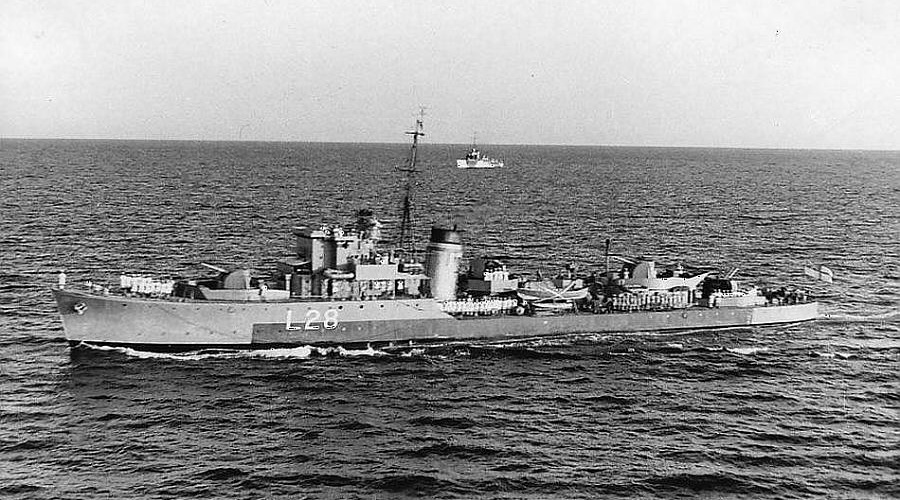
Die Hurworth, Hunt-Type II

Dabei lief die griechische Adrias südlich von Leros und zwischen der Insel Kalymnos und dem türkischen Festland auf eine Mine, deren Explosion ihr das Vorschiff abriss und das Buggeschütz in die Brücke warf, sowie erhebliche Personalverluste verursachte. Der britische Befehlshaber der Rotte ging von einem Verlust des Schiffes aus und versuchte mit der von ihm befehligten Hurworth die Besatzung abzubergen. Dabei geriet er auf eine weitere Mine, welche die Hurworth in zwei Teile brach. Das Vorschiff sank innerhalb von drei Minuten und das brennende Heckteil nach weiteren fünfzehn Minuten auf der Position 36° 59′ N, 27° 6′ O. 113 Mann starben beim Untergang des britischen Geleitzerstörers. Die weiterhin schwimmende Adrias konnte 85 Schiffbrüchige, darunter den Kommandanten, retten. Auf dem griechischen Zerstörer waren 21 Tote zu beklagen, weitere 30 Mann waren zum Teil schwer verwundet. Der griechische Kommandant konnte mit seinem schwer beschädigten Schiff die neutrale türkische Küste bei Gümüşlük erreichen, wo die Toten bestattet wurden.

Die beiden Hunt-Zerstörer waren auf eine östlich von Kalymnos gerade von dem deutschen Minenschiff Drache (der in Deutschland gebaute, ehemals jugoslawische Tender Zmaj) verlegte Minensperre geraten, die am folgenden Tag auch noch dem Zerstörer Eclipse am anderen Ende zum Verhängnis wurde, der mit 119 Besatzungsangehörigen und 134 auf dem Schiff transportierten Soldaten unterging. 42 Schiffbrüchige konnte die sie begleitende Petard an Bord nehmen.
Der Kommandant der Adrias versuchte mit den geringen vorhandenen Mitteln, sein Schiff auf eine Überführung vorzubereiten. Er ließ die vorderen Schotten mit Holz und Beton verstärken. Trotz türkischer Bewachung war dies möglich und Kontakt zur Entwicklung außerhalb bestand auch, da die Briten die türkischen Küstengewässer regelmäßig für ihre Vorstöße nutzten. Ende November ersetzte dann die Jervis die bisherige Armeebesatzung der kleinen Insel Kastelorizo unmittelbar vor der türkischen Küste südlich von Rhodos durch eine Kommandoeinheit, die sich bei Bedarf als Angehörige eines nicht kriegführenden Staates ausgeben sollten. Bis dort sollte die erste Etappe der Rückführung der Adrias gehen.
Am 1. Dezember begann dann der schwerbeschädigte Zerstörer seine Rückreise ohne einen Bug. Gesteuert wurde das Schiff von einem hinteren Hilfsstand, da auch die Brücke nach dem Minentreffer nicht nutzbar war und ihre Einrichtungen nicht funktionierten. Nachts verließ die Adrias Gümüşlük unter Führung von drei britischen Motorbooten, von denen eines den Zerstörer mit der Hecklaterne führte. Die Türken behinderten die Abreise nicht. Die Fahrt wurde dann tagsüber mit eigener Kraft fortgesetzt. Auf weitere Nachtfahrten wurde verzichtet, da der Zerstörer bei Nacht keine eigenen Navigationsmittel hatte.

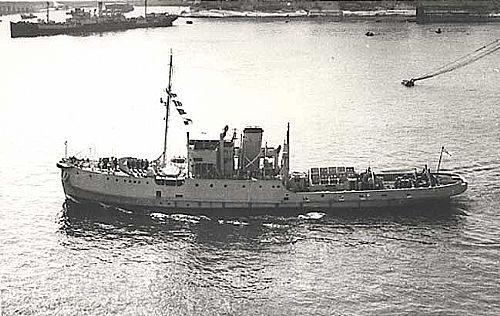
HMS Brigand,
Bergungsschlepper der Mittelmeerflotte

Vor Kastelorizo nahmen die Zerstörer Jervis und Penn das beschädigte Schiff auf und geleiteten es zu der kleinen Insel, wo sie auf einen Schlepper warteten. Am 3. Dezember traf der Marineschlepper Brigand ein, der den Havaristen schleppen sollte. Im Schutz der beiden Zerstörer setzte der Schleppzug dann seine Fahrt zum britischen Stützpunkt Limassol auf Zypern fort.
Das Schleppen erwies sich als erheblich anstrengender als eine Fahrt mit der eigenen Maschine, so dass sich der Kommandant für eine endgültige Querung des Mittelmeers Richtung Ägypten mit eigener Kraft entschied. Er setzte am 4. so die Reise ohne Schlepperunterstützung mit geringer Fahrt im Schutz der beiden Zerstörer fort.

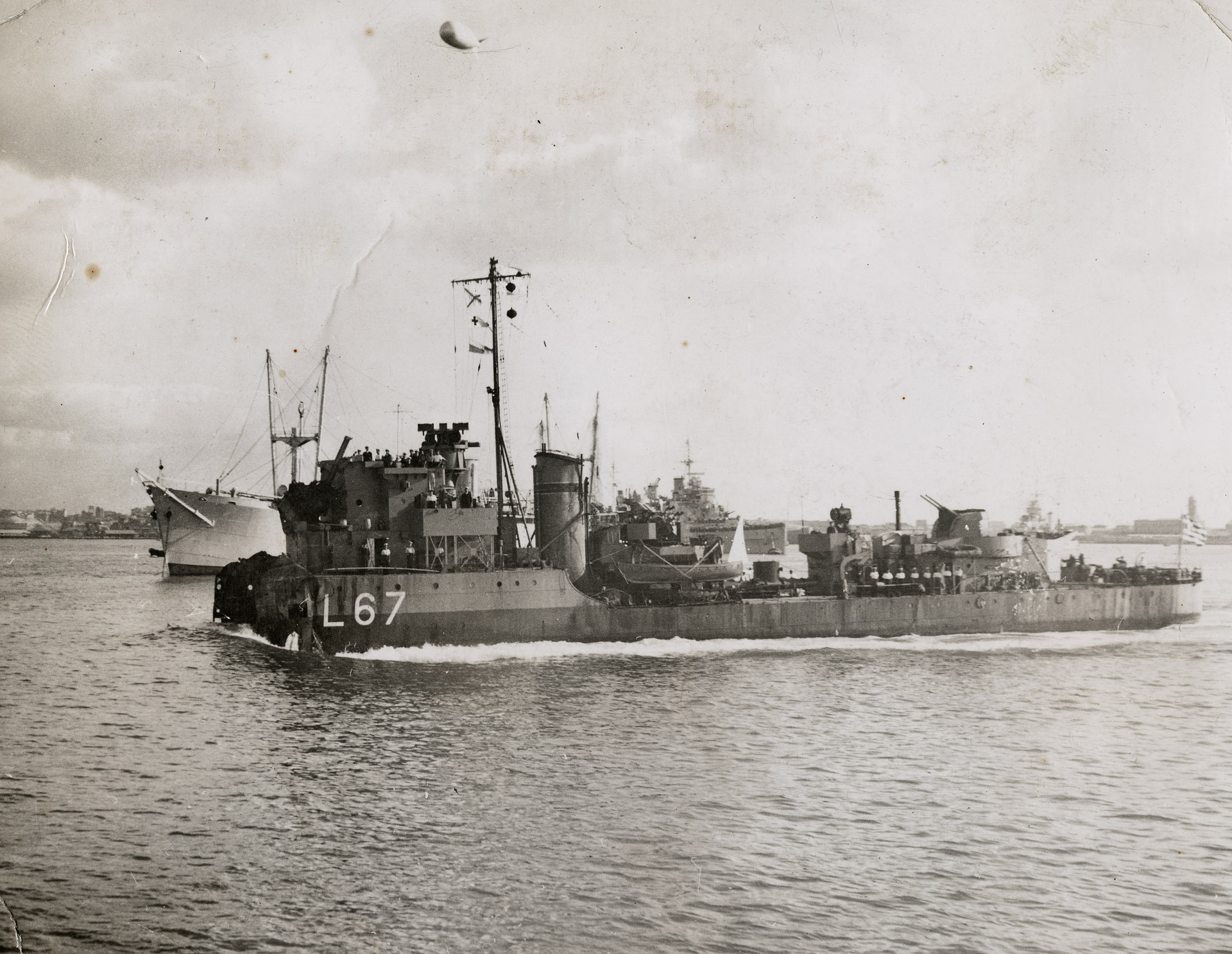
Einlaufen der Adrias in Alexandria

Auf See übernahmen dann am 5. Dezember die beiden Hunt-Zerstörer Exmoor (II) und Aldenham den Schutz der Adrias, die am 6. Dezember 1943 unter Beifall der Mittelmeerflotte mit acht Knoten in Alexandria einlief. Der Kommandant galt als hervorragendes Beispiel für den Widerstandswillen der griechischen Marine und ihre fachliche Befähigung.

### Weitere Verwendung
Als die Deutschen im Herbst 1944 Griechenland zu räumen begannen, verfügte die Adrias lediglich über einen behelfsmäßig angebrachten Bug. Als Symbol der Flotte wegen ihrer spektakulären Überfahrt und der Teilnahme an der Kapitulation der italienischen Flotte wurde sie mit der griechischen Flotte in den Flottenstützpunkt Faliro überführt. Wegen des weitgehenden Endes der Seekriegsführung im Mittelmeer wurde sie nie vollständig instand gesetzt. Als geliehenes Schiff wurde sie 1945 nach Großbritannien überführt und an die Royal Navy zurückgegeben. Diese stufte die Adrias als Totalschaden ein und verkaufte sie zum Abbruch.

Als Ersatz erhielt die griechische Marine 1946 eine neue Adrias (DO6) mit der ehemaligen HMS Tanatside. Dieser bei Yarrow 1942 fertiggestellte Hunt-III-Zerstörer hatte sich im Weltkrieg im Atlantik, Ärmelkanal, bei der Landung in der Normandie und in der Biskaya ausgezeichnet und wurde als Leihgabe von Großbritannien zur Verfügung gestellt. Erst im August 1962 schied die zweite Adrias als vorletzter Hunt-Zerstörer aus dem Dienst der Griechischen Marine aus und wurde ab 1964 in Griechenland verschrottet.

Erst 1994 kam dann mit der Standardfregatte Adrias (F459) der Namen wieder in der griechischen Flotte zur Anwendung.